# Josef Čapek

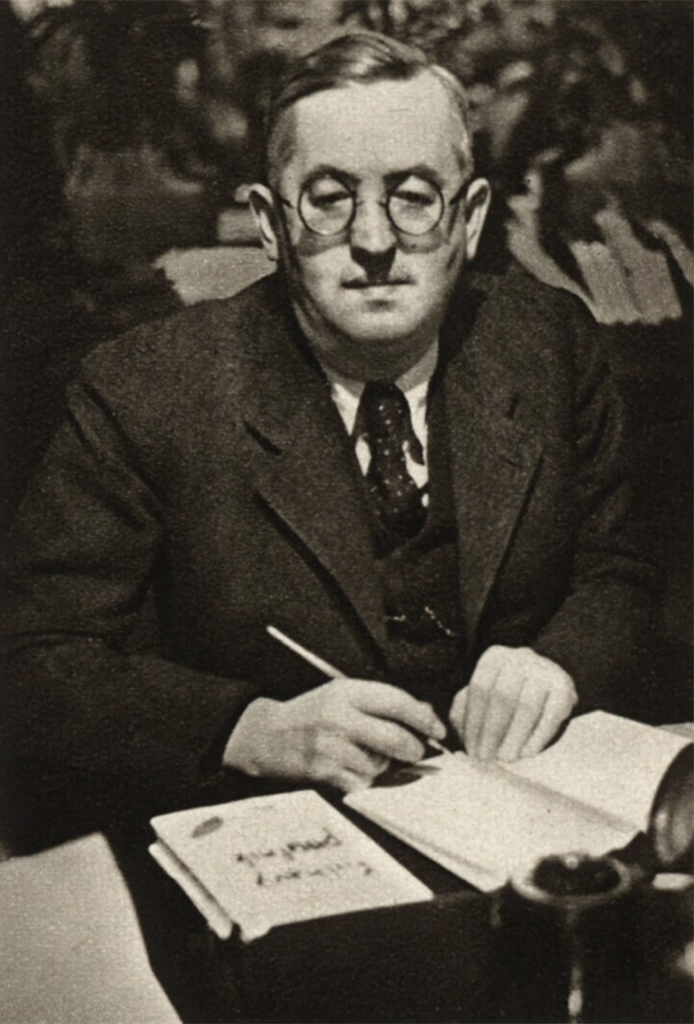
Josef Čapek (1937)

Josef Čapek (* 23. März 1887 in Hronov, Österreich-Ungarn; † 12. April 1945 im KZ Bergen-Belsen) war ein tschechischer Maler, Zeichner, Graphiker, Buchillustrator, Fotograf, Bühnenbildner und Schriftsteller. Čapek pflegte eine enge künstlerisch-literarische Kooperation mit seinem Bruder Karel Čapek. Die „Čapek-Brüder“ prägten maßgeblich das Kulturleben sowie auch die politische Kultur der Tschechoslowakei der 1920er und 1930er Jahre und waren durch ihre publizistische Arbeit einflussreiche Unterstützer der jungen Demokratie. Beide waren mit dem Staatspräsidenten der Tschechoslowakei Tomáš Garrigue Masaryk persönlich befreundet. Am 9. September 1939 wurde Čapek verhaftet und in das Konzentrationslager Dachau verschleppt, am 12. April 1945 im Konzentrationslager Bergen-Belsen ermordet.

## Leben
Josef Čapek war der Sohn des Landarztes Antonín Čapek. Er wuchs mit seinen Geschwistern Helena (1886–1961) und Karel (1890–1938) in Úpice auf. Er absolvierte zunächst eine Ausbildung als Weber, studierte dann ab 1904 in Prag an der Kunstgewerbeschule. Gemeinsam mit seinem Bruder Karel studierte er anschließend einige Jahre in Paris. Dort verfasste er erste literarische Veröffentlichungen, darunter auch kunsttheoretische Schriften und Filmdrehbücher. Zugleich betätigte er sich als Maler. Josef Čapeks spezifische Vorstellung des Kubismus als Stilrichtung nahm Elemente der tschechischen Volkskunst auf. Josef Čapek gehörte neben Emil Filla, Vincent Kramář, Bohumil Kubišta, Otto Gutfreund, Josef Chochol zu einer Gruppe junger tschechischer Künstler, die den Kubismus und Angewandte Kunst in Verbindung brachte, unter anderem in Form von Bildern, Design, Plastiken und Zeichnungen sowie Architektur. In den frühen 1920er Jahren arbeitete Čapek auch am Theater, entwarf Kostüme und Bühnenbilder und gestaltete in Prag mehr als 40 Inszenierungen von Dramen, Opern und Balletten. Josef Čapek illustrierte viele Werke seines Bruders Karel.
Bekannt ist Josef Čapek auch als Urheber des Begriffs „Roboter“, den sein Bruder Karel Čapek für das 1920 erschienene Theaterstück R.U.R. verwendete. Auch der Begriff „Automat“ ist eine Wortschöpfung Josef Čapeks.
Seit 1921 gehörten Karel und Josef Čapek der Redaktion der Tageszeitung Lidové noviny an. In der zweiten Hälfte der 1920er Jahre war Josef Čapek Teilnehmer an den Treffen der informellen Stammtischgruppe Prager Intellektueller Pátečníci. In den 30er Jahren veröffentlichte er zahlreiche Karikaturen, die vor der von Deutschland ausgehenden Kriegsgefahr warnten und die Propaganda des Nationalsozialismus entlarven sollten. Zusammen mit Karel Čapek veröffentlichte Josef auch weiterhin literarische Texte, insbesondere Schauspiele und Erzählungen. Der Roman Schatten der Farne und andere Werke um 1930 sind dem Expressionismus zuzuordnen.
1919 heiratete er Jarmila Čapková geb. Pospíšilová (1889–1962), mit der er eine gemeinsame Tochter Alena Čapková (1923–1973) hatte. Von seiner Tochter ließ sich Čapek seit der zweiten Hälfte der 1920er Jahre zum Zeichnen von Kinderbüchern inspirieren, zu denen Karel Čapek die Texte beisteuerte. Besonders erfolgreich waren die Geschichten vom Hündchen und vom Kätzchen oder Wau und Miau.
Am Tag nach dem Münchner Abkommen besuchte Erika Mann Karel Čapek, um ihn und seinen Bruder von der Notwendigkeit des Exils zu überzeugen, was aber beide ablehnten. Josef Čapek notierte hierzu im Oktober 1938:

„Allerlei Warnrufe. Sie drohen mir damit, dass ich womöglich ins KZ komme. - Dann will ich es mir wenigstens tüchtig verdient haben!“

Am 25. Dezember 1938 starb Karel Čapek durch Krankheit. Nach der deutschen Besetzung Tschechiens setzte im September 1939 mit dem Beginn des deutschen Überfalls auf Polen die Verhaftung tschechischer Intellektueller ein. Josef Čapek wurde am 9. September 1939 wegen Kritik am Nationalsozialismus verhaftet und in verschiedene Konzentrationslager wie Dachau, Buchenwald und Sachsenhausen deportiert. Aus dem KZ Sachsenhausen sind einige Gedichte Čapeks überliefert. Am 12. April 1945 – drei Tage vor der Befreiung des Lagers – wurde Josef Čapek in Bergen-Belsen ermordet. Auf dem Vyšehrader Friedhof in Prag erinnert ein symbolisches Grab an Josef Čapek. In Prag und anderen Orten Tschechiens sind nach den Gebrüdern Čapek Straßen benannt (ulice Bratří Čapků), außerdem erinnern einige Denkmäler an die Čapek-Brüder.

## Gemälde und Zeichnungen

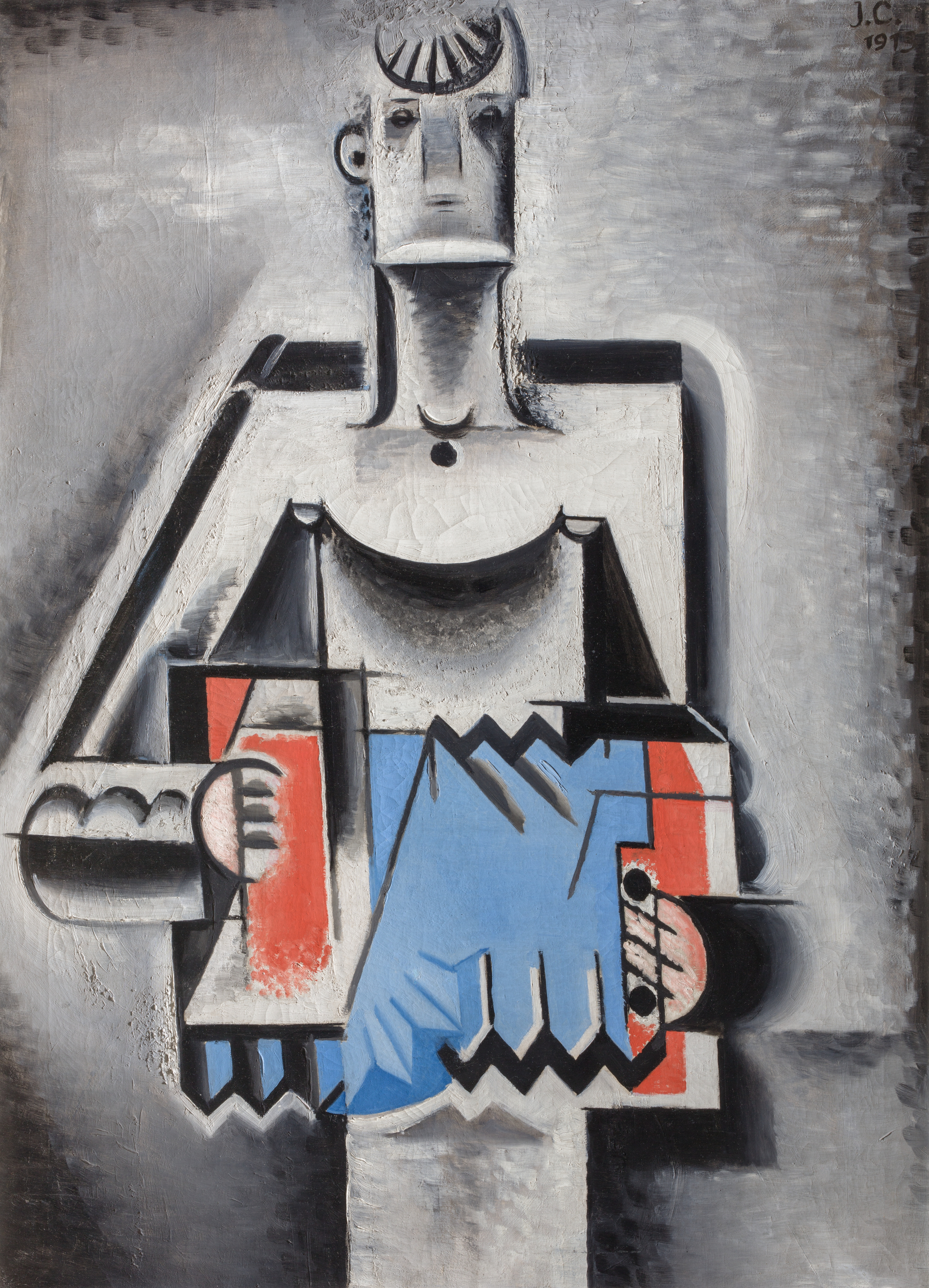
Der Akkordeonist (1913)
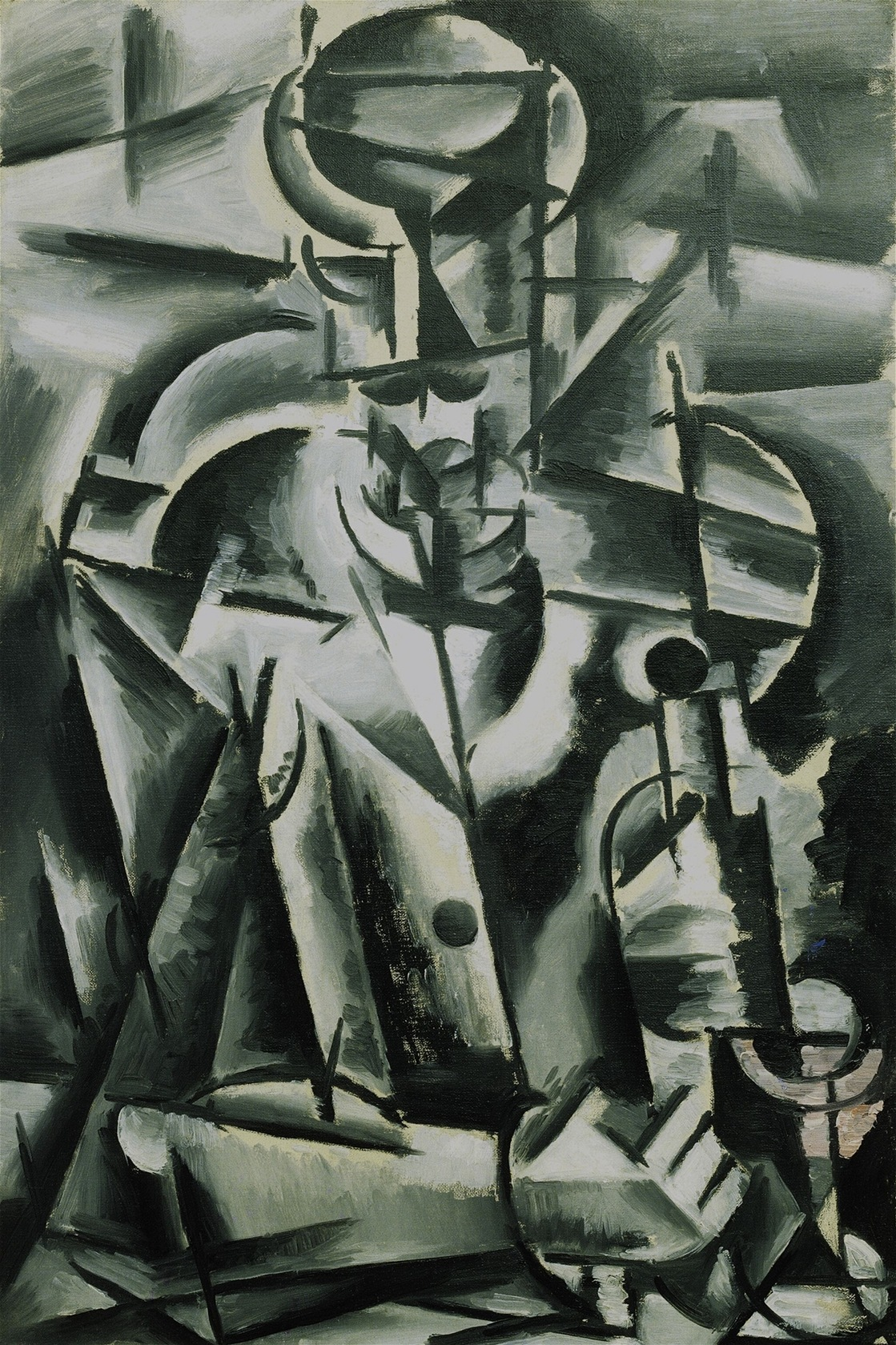
Der Trunkenbold (1913)
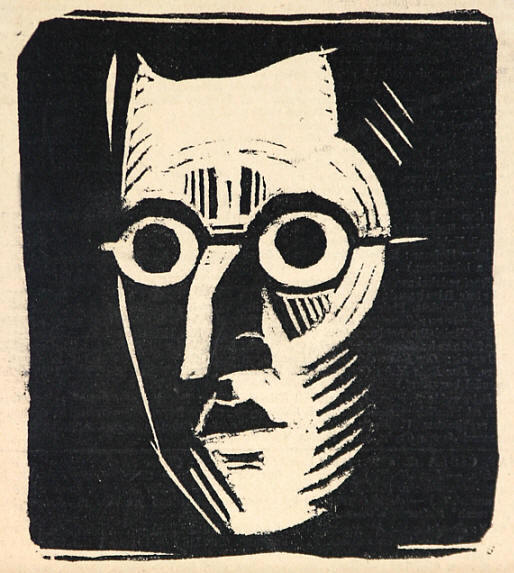
Selbstporträt (1918)
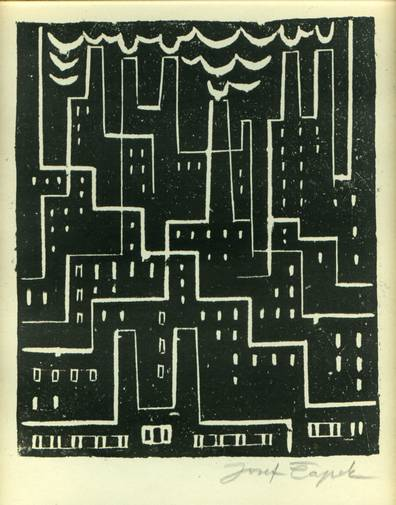
Die Stadt (1919)
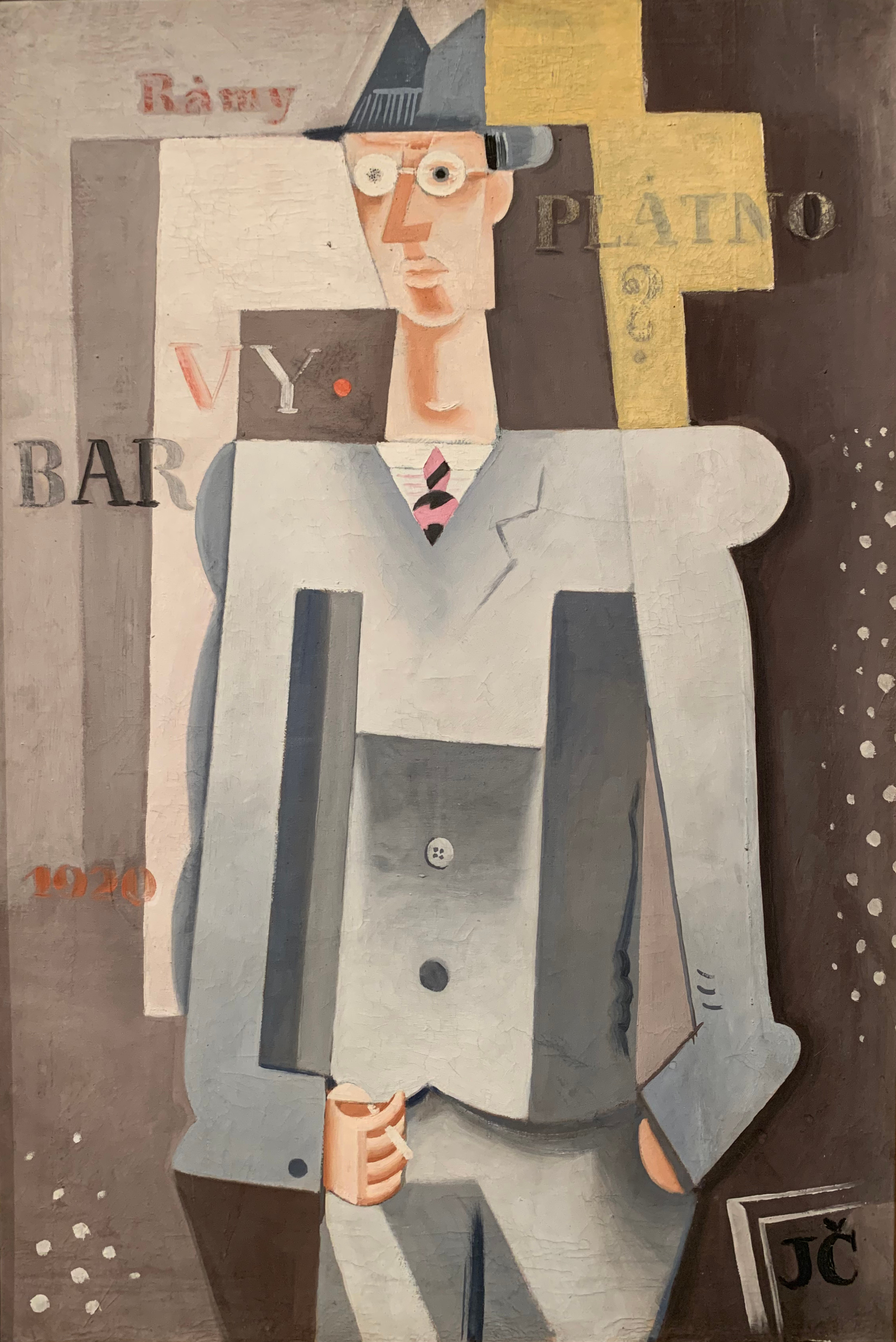
Selbstporträt (1920)
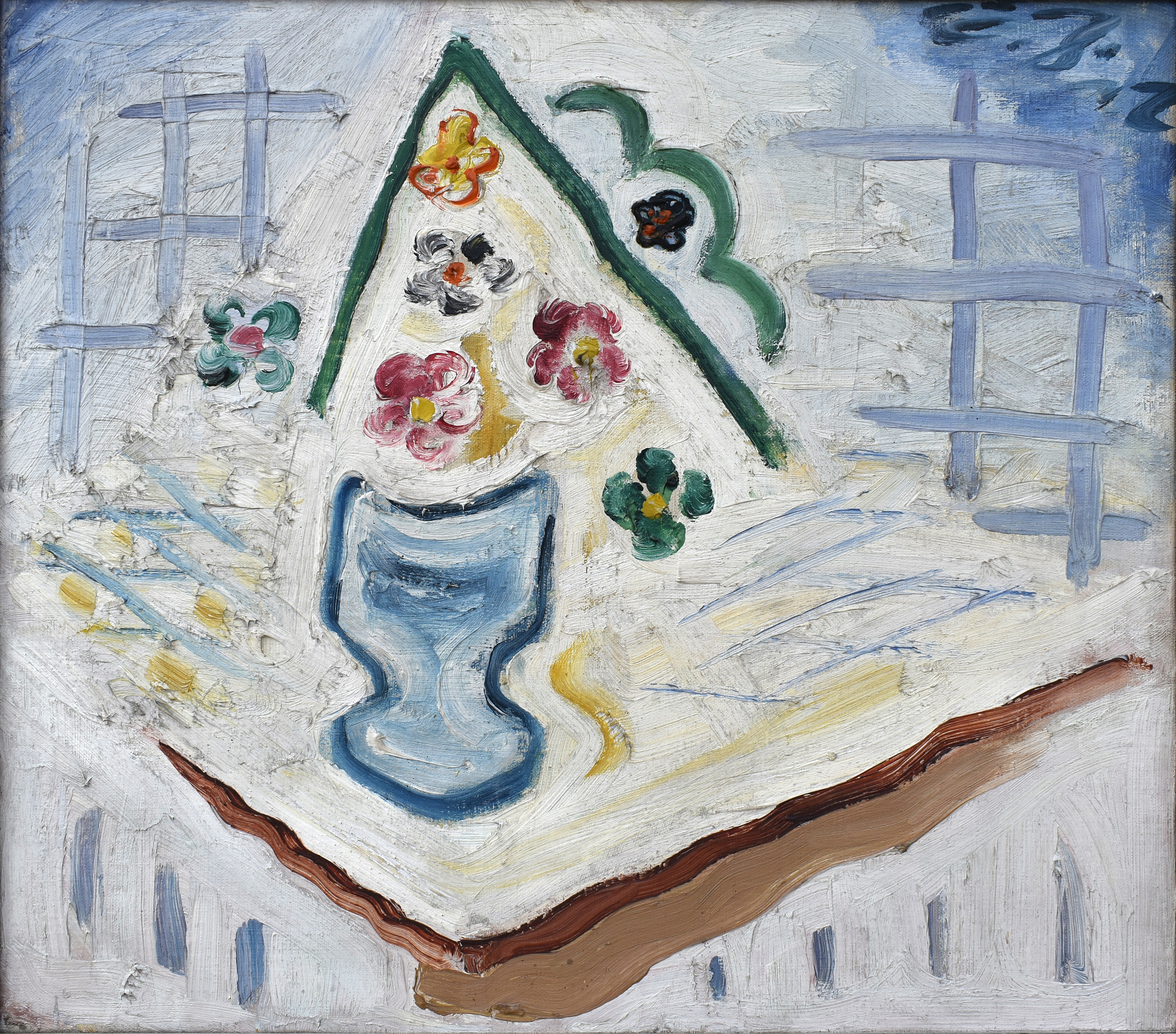
Blumen in einer blauen Vase (1922)
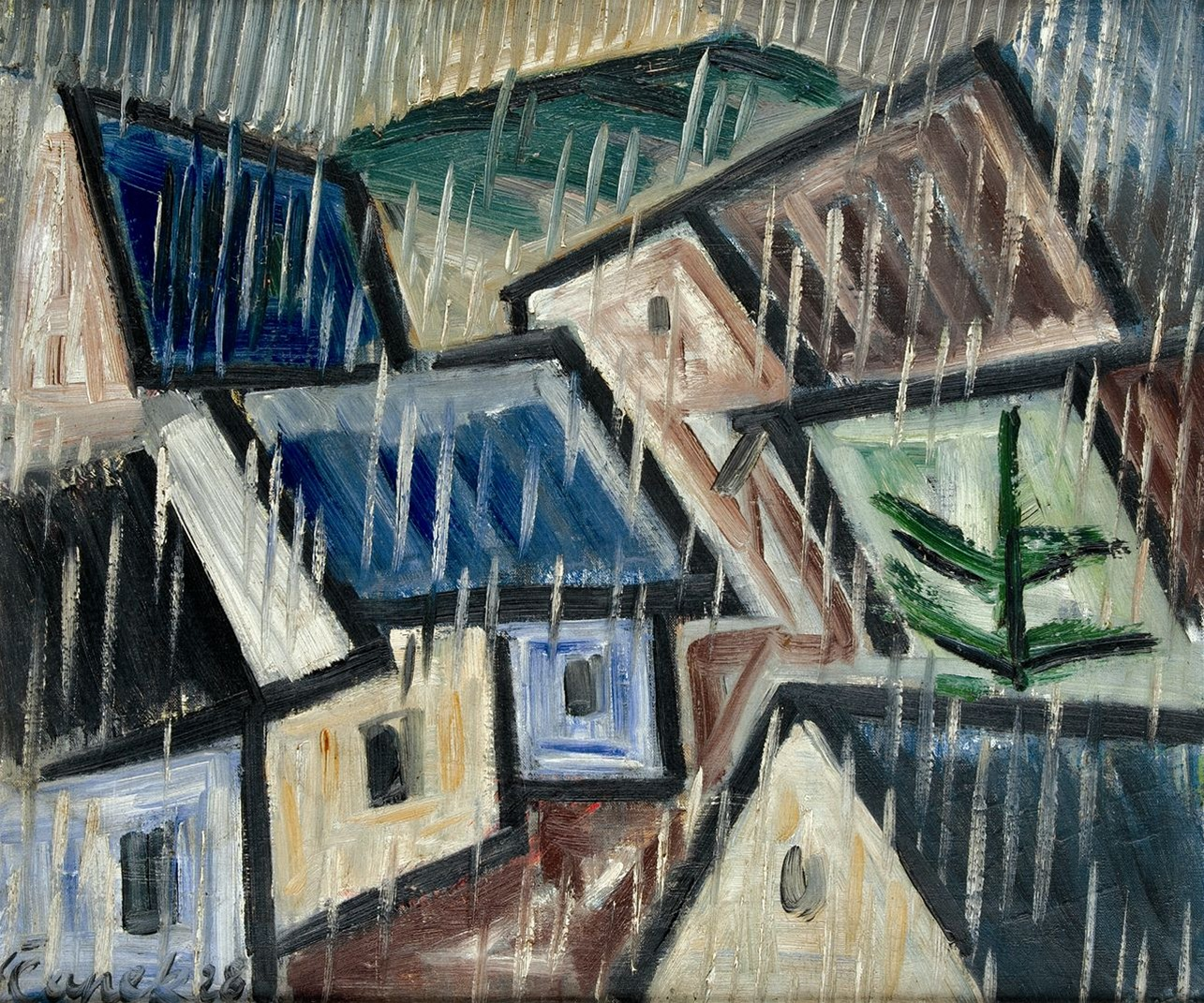
Landschaft im Regen (1928)
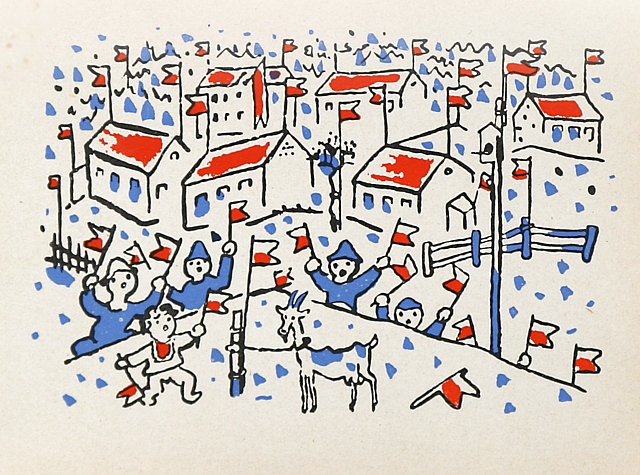
Die Ziegenjungen (1928)
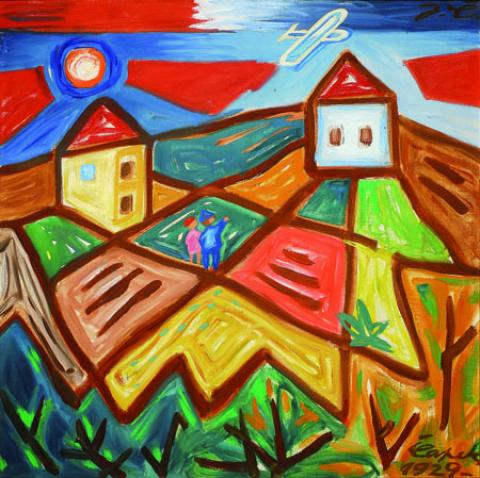
Das Flugzeug (1929)
- Geschichten vom Hündchen und vom Kätzchen (1929)
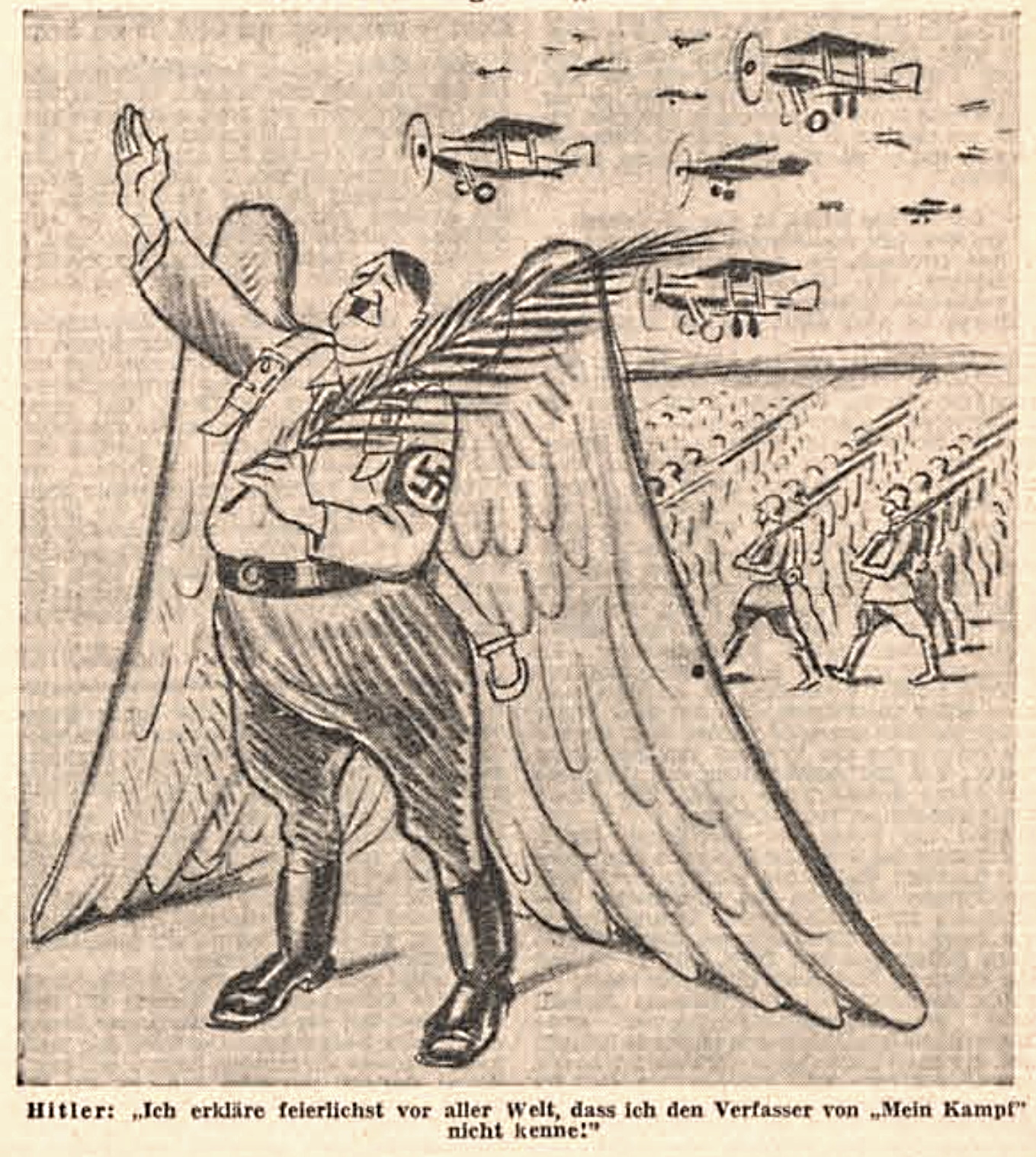
Karikatur Hitler als „Friedensengel“ (1933)
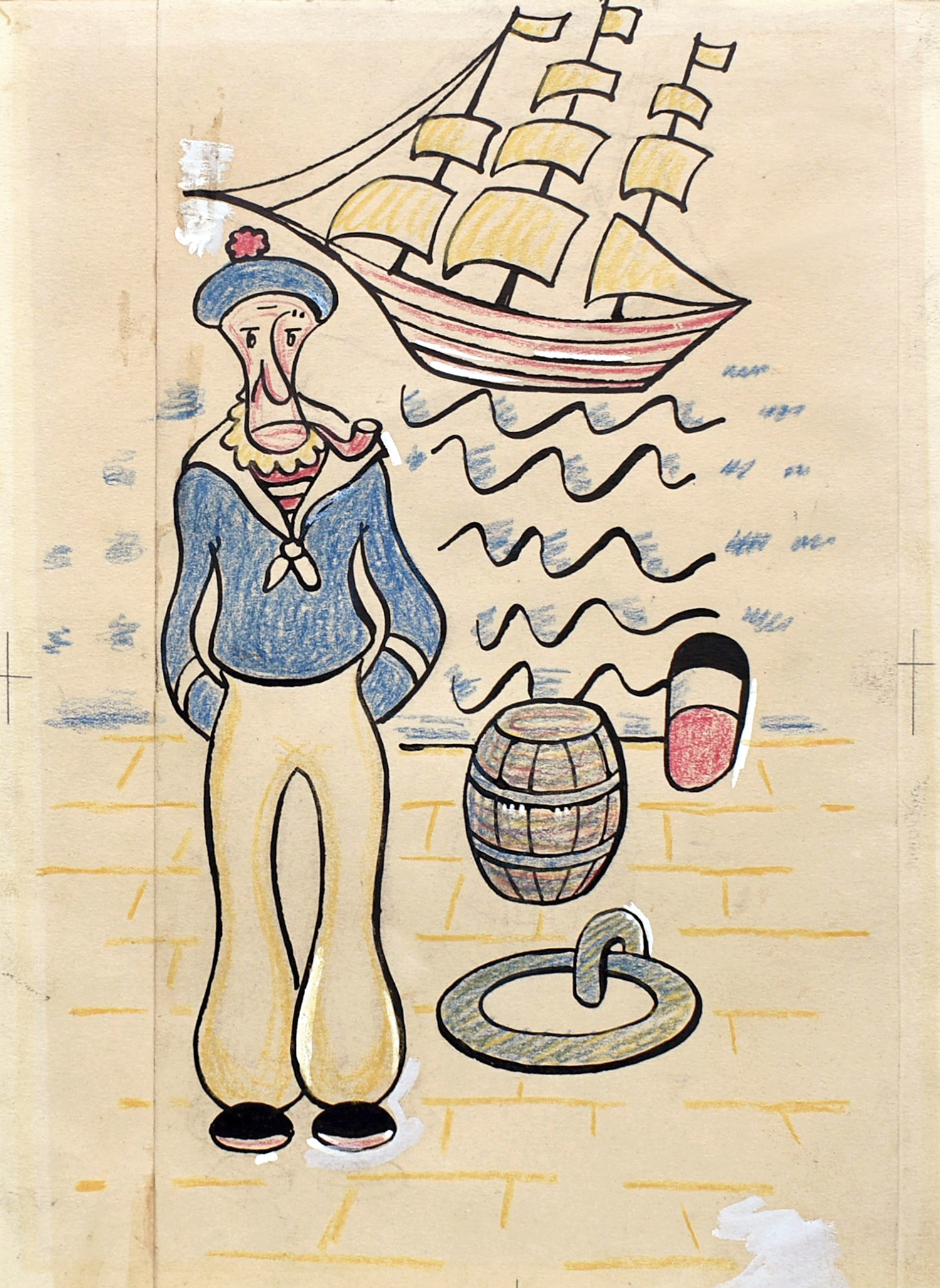
Edudant und Francimor (1933)
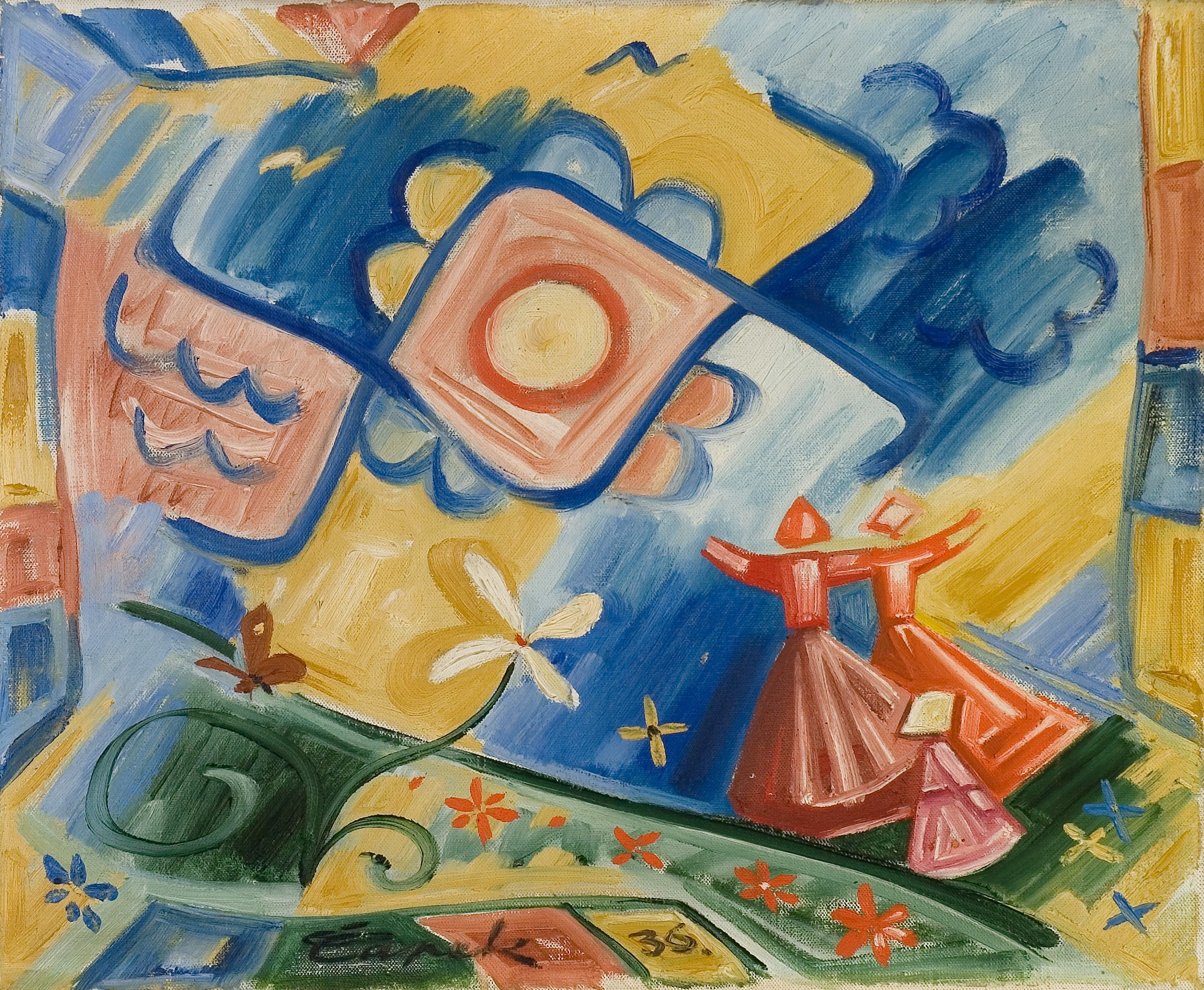
Die singenden Mädchen (1936)
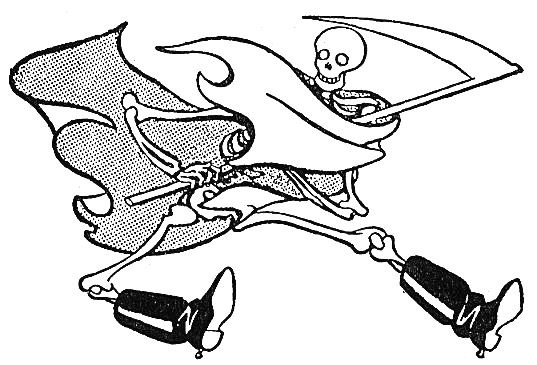
Diktatoren-Stiefel (1938)
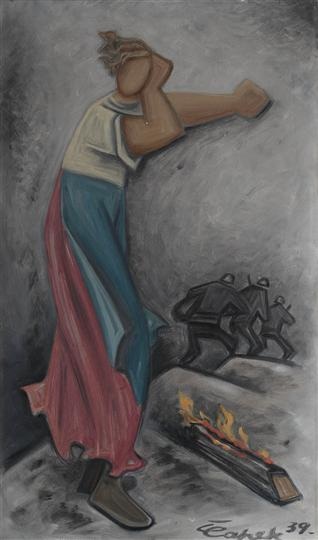
Feuer (1939)

## Schriften und Werke
- Der Sohn des Bösen. Erzählungen. Übersetzung von Otto Pick, Die Aktion, Berlin-Wilmersdorf 1918.
- Stín kapradiny (Schatten der Farne)
- mit Karel Čapek: Ze života hmyzu (Aus dem Leben der Insekten); Komödie in drei Akten.
- Kulhavý poutník (Der hinkende Wanderer); Nachdenklich-philosophische Erzählung
- Psáno do mraku (In die Wolken geschrieben); Aphorismen, Tagebucheinträge
- Básně z koncentračního tabora (Gedichte aus dem Konzentrationslager); 1946
- Povídání o pejskovi a kočičce, Erzählungen für Kinder 1929; deutsch: Geschichten vom Hündchen und vom Kätzchen. Für Kinder geschrieben und gezeichnet von Josef Čapek, übersetzt von Jürgen Ostmeyer. Albatros, Prague 1997, ISBN 80-00-00587-5.
- mit Karel Čapek: Das Märchen vom Briefträger (Originaltitel: Pohádka poštácká aus: Devatero pohádek a ještě jedna od Josefa Čapka jako přívažek, Praha 1931), LeiV, Leipzig 2011, ISBN 978-3-89603-366-6.
- mit Karel Čapek: In die Wolken geschrieben. Aphorismen – Fabeln – Parabeln, herausgegeben und aus dem Tschechischen übersetzt von Hans-Horst Skupy, Edition Töpfl, Tiefenbach 2019, ISBN 978-3-942592-37-6
- Klapperzahns Wunderelf: eine Geschichte für kleine und große Jungen, von Eduard Bass. (Umschlagbild von Walter Trier, Originaltitel: Klapzubova jedenáctka, 1935, neu übersetzt von Thomas Herbert Mandl), Arco, Wuppertal, 2007 ISBN 3-938375-14-0.